# Жолап
Жолап (каз. Жолап, до 23.06.1993 г. — Юлаево) — село в Акжаикском районе Западно-Казахстанской области Казахстана. Входит в состав Мергеневского сельского округа. Код КАТО — 273267300.

## Население
В 1999 году население села составляло 278 человек (135 мужчин и 143 женщины). По данным переписи 2009 года, в селе проживал 181 человек (99 мужчин и 82 женщины).